# Сююмбике
Кулата Сююмбике (на татарски: Сөембикә манарасы, Sөyembikə manarası, на руски: Ба́шня Сююмбике́) е архитектурен паметник в Казан (Русия), който представлява наблюдателна караулна кула на Казанския кремъл.
Кулата Сююмбике се отнася към т.нар. „наклонени“ кули, подобно на Кулата в Пиза, тъй като има значителен наклон в североизточна посока. Отклонението на нейния връх от вертикала е 1,98 м.

## История

### Изграждане
Датата на построяване на кулата е спорна: част от учените датират кулата от XVII—XVIII в., други отнасят изграждането към втората половина на XVI век, а трети – към целия период на ханство Казан (т.е. преди 1552 г.).
Не съществуват исторически документи, описващи строителството на кулата, тъй като основния архив, където се съхраняват всички документи по управление на Казан в XVI—XVII век, изгаря по време на пожара в Москва през 1701 година. Татарски документи от периода на ханство Казан също не са запазени, тъй като те са изгубени още по време на превземането на Казан.

#### Хипотези за периода на ханството
Автор на версията за издигането на кулата още по време на Казанското ханство е професорът в Казанския императорския университет Н. Загоскин. Друг изследовател от началото на ХХ век Н.А. Спаски от своя страна счита, че по-ниските нива на кулата са градени през ханския период от хан Мохамед Амин, а останалата част е построена през XVIII век по време на превръщането на бившата джамия Нур Али в църква. Когато в немилост в Москва, Мохамед Амин е свидетел на издигането на Боровицката кула на Кремъл от италиански архитект Аристотел Фиораванти от Болоня. След като с помощта на московците станал хан на Казан, амбициозният монарх поискал своя благодетел Иван III да изпрати в Казан италианския архитект за да увековечи съюза между Москва и своето ханство. Действително, някои изследвания показват, че елементи от конструкцията на кулата Сююмбике носят аналогични архитектурни черти като Калварията Сан Стефано и кулата на Пиаца Маджоре в Болоня. В полза на тази хипотеза говори и размера на използваните тухли, от които е построена кулата, напълно съответстващи на стандарта, който въвежда при пристигането си в Москва Фиораванти. Руският стандарт, публично приет при Борис Годунов в края на XVI век, значително се различава по размер. Освен това химичният състав на тухлите до голяма степен съвпада със структурния състав на тухлите от волжкобългарските сгради. Поради това се счита за възможно кулата Сююмбике да е изградена по проект на италианския архитект от местни татарски майстори в периода 1490 – 1520 г. Тя оцелява след завладяването на Казан от Иван Грозни като удобна контролна кула.

#### Хипотези за руския период
В авторитетния труд „Казански паметници на история и култура“, публикуван под редакцията на Айдаров, Халиков, Хасанов и Алеев кулата колебливо се датира от 1645 – 1650. Подобно мнение има и Халиков:
| Оригинален текст | Български превод |
| --- | --- |
| Как показали археолого-архитектурные исследования, проведённые в 1941 – 1944, 1947 – 1948, 1953 – 1954 и 1976 – 1978 годах, фундамент башни уходит почти на двухметровую глубину и прорезает лишь верхние слои культурных отложений Казани – первый (верхний, датируемый XX—XVIII веками) и второй (нижний, русский, датированный XVII – второй половиной XVI веков), но местами и третий (средний, казанско-ханский, первая половина XVI – вторая половина XV веков). Во втором слое находится и строительный горизонт башни, указывая на время её сооружения – не ранее второй половины XVII – начала XVIII веков. — „Что, башня, в имени твоём?“, 1990.:61 | Както се вижда от археологическите и архитектурни изследване, проведени през 1941 – 1944, 1947 – 1948, 1953 – 1954 и 1976 – 1978, съответно, основата на кулата достига дълбочина почти два метра в горните слоеве на културни депозити в Казан – първия (горен, от XX-XVIII в.) и втория (по-дълбок, руски, от XVII до втората половина на XVI век), но на места и в третия (среден казанскохански, от първата половина на XVI до втората половина на XV век). Във втория слой се намита и строителния хоризонт на изграждането на кулата, сочейки към момента на изграждането му – не по-рано от втората половина на XVII – началото на XVIII век. — Що е в името ти, куло? |

Въпреки тези изследвания, хипотезата за строежа на кулата по-рано от втората половина на XVII век не са потвърдени от най-старите изображения на Казан, направени от посещаващи града пътници. В най-ранната рисунка на Казан е направена от саксонския учен Адам Олеарий, посетил града през 1638 г., а в нея високата кула Сююмбике липсва. Кулата Сююмбике също не е представена в „Рисунка на Казан“ от XVII век в монографията на амстердамеца Николаас Витсен „Северна и Източна Тартария“ от 1692 година.
Привържениците на версията за изграждането на кулата в края на XVII век отбелязват, че в нейната съвременна форма кулата се появя не по-рано от 1690 г. Това показва наличието на елементи в колоните, обвивката на парапетите, както и характерна форма на прозоречните отвори с арки, присъщи на т. нар. Московски барок. Необичайно остра форма на палатка има архитектурни аналози в шатровите завършеци на кулите на Йосифо-Волоколамския манастир, както и Боровицката и Беклемишевската кула на Кремъла в Москва. Общата строгост на декоративния стил предполага и по-късно датировка на строителството – през 1730-те години, когато на кулата е монтиран двуглавият орел.
В полза на версията за изграждането на кулата само през XVIII век е и фактът, че в плана на град Казан тази сграда се появява едва през 1717 – 1718 г., в петровското време. Така С. Саначин на базата на анализ на картографски и писмени източници определя времето на строителството на кулата към периода 1694 – 1718 година.

### Завършек
Постановяването на двуглав орел на върха на кулата се отнася към 1730 година. Според местна легенда важни документи, свързани с татарската история и култура, до XIX век, се съхраняват в най-високата част на кулата, но след това изчезват.
През февруари 1918 г. по инициатива на Централния мюсюлмански комисариат на Русия при Наркомнац са подписани разпоредби на Совнаркома за реабилитация на мюсюлманските паметници на националната история и култура, сред които са кулата Сююмбике в Казан и кервансарай в Оренбург. Телеграмата за прехвърляне на кулата Сююмбике е подписана от М. Вахитов. Вестник „Правда“ от 14 март 1918 година съобщава за официалното предаване на кулата на мюсюлманския население на Казан:с. 215. Тогава на нейния връх вместо руският герб е поставен полумесец. През 1930-те години във връзка с антирелигиозната държавна политика полумесецът е отстранен. През Перестройката в края на 1980-те години по искане на татарската общност на върха на кулата отново е инсталиран позлатен полумесец.

## Архитектура
Кулата се намира в Казанския кремъл, далеч от крепостните му стени и благодарение на своето местоположение носи функция на контролна крепостна кула. От върха ѝ се открива широка гледка към реките Казанка и Волга, и околностите. Стените са тухлени, споени с хоросан. Кулата е проходна, тъй като на долния етаж се преминава през портал със съвременна врата.
Кулата се състои от седем нива: първите три са четириъгълни с различни височини и с открити галерии; следващите две – осмоъгълни; следващите две представляват фасетирани тухлени палатки, като над последното се издига зелен шпил, гарниран с позлатена „ябълка“, на която почива полумесец, а до 1918 г. – двуглавият орел. Всички нива са декорирани, а на западна и източна фасади на пилони на по-ниско ниво имат по две коринтски колони, пресечена по средата от височината „типично руски хоризонтални орнаменти“:с. 162.
Общата височина на кулата е 58 м (34 сажена и 6 фута).

## Название
Най-ранното упоменаване на кулата в писмени източници се отнася към план на казанския кремъл от 1777 г. Според по-късните източници кулата е наричана и описвана по различен начин през различните периоди:
- 1799 – 1804 г. (?) – „особена кула на старата църква на Богородица Пътеводителка ...“,
- 1804 година – „кула с висок шпиц и вход към църквата...“,
- 1804 година – „...кула с фронтищпиц...“,
- 1812 – 1816 г. – „кулата на Азиатската архитектура“,
- 1815 година – „старата кула“,
- 1815 година – „...най-високата кула, също скъпоценен остатък от древността на Казан...“,
- 1818 година – „комендантската кула“,

1829 година – „старата кула, приемана за татарско-готическа. Смятат, че тя е наблюдателна част на Двореца на татарската царица Сумбеки“.
За първи път в литературата името „Кула Сююмбике“ („кула Сумбекина“) се появява през 1832 г. в четвъртия брой на списание „Заволжскiй Муравей“, в глава X, отнасяща се за града Казан. Постепенно това название се превръща в общоупотребявано.
На татарски името „Сөембикә манарасы“ се появява не по-рано от XIX век и е калкѝрано на руски като „башня Сююмбике“:с. 119. Първоначално кулата се нарича „Хан джами“ или „Хан Мечет“ (т.е. на „Ханска джамия“):с. 171, за което се счита, че отразява историческата памет на джамията в ханство Казан.
Привържениците на версията за съществуването на кулата в ханския период, предполагат, че кулата първоначално е била свързана с ханска джамия или с джамията Нур Али (Муралеева джамия):с. 235 – 236, като вероятно изпълнява функцията на минаре.

## Легенди
Около произхода на кулата има няколко популярни легенди без научна обосновка. Според една от тях кулата е построена от царица Сююмбике в памет на нейния съпруг Сафа Гирей, починал през 1549 година.
Според друга легенда тя е построена по нареждане на Иван Грозни след завземането на Казан 1552 г. за седем дни (символизиращи седемте ѝ нива) по молба на царица Сююмбике, която в крайна сметка се хвърля от седмото ниво. В една от версиите на тази легенда руският цар ѝ предложил брак преди това. Подобни легенди почиват на исторически факти, но са доста далеч от реалността. На тяхна основа са създадени и други романтични легенди от XIX век, маркирани в много от тогавашните пътеводители в Казан.

## Символично значение
Кулата Сююмбике е признат архитектурен символ на Казан и широко е известна далеч извън Татарстан.

## В областта на културата
Кулата Сююмбике попада в игралния филм „Сокровища О. К.“, в който главните герои в търсене на улики и тайните съкровища попадат в нея. За по-големите планове на филма в Москва е изграден павилион с фрагмент от Кулата Сююмбике в пълен размер.